# Alanya Belediyespor
Alanya Belediyespor – turecki męski klub siatkarski, powstały w 1990 roku w Alanyi w prowincji Antalya. 

## Bilans sezonów
| Sezon     | Rozgrywki ligowe                  | Rozgrywki ligowe | Puchar Turcji |
| Sezon     | Poziom                            | Miejsce          | Puchar Turcji |
| --------- | --------------------------------- | ---------------- | ------------- |
| 2016/2017 | Türkiye Erkekler Voleybol 2. Ligi | 3. miejsce       |               |
| 2017/2018 | Türkiye Erkekler Voleybol 1. Ligi | 23. miejsce      |               |
| 2018/2019 | Türkiye Erkekler Voleybol 1. Ligi | 3-4. miejsce     |               |
| 2019/2020 | Türkiye Erkekler Voleybol 1. Ligi | 7. miejsce       |               |
| 2020/2021 | Türkiye Erkekler Voleybol 1. Ligi | 3-4. miejsce     |               |
| 2021/2022 | Türkiye Erkekler Voleybol 1. Ligi | 3. miejsce       |               |
| 2022/2023 | Türkiye Erkekler Voleybol 1. Ligi | 1. miejsce       |               |
| 2023/2024 | Efeler Ligi                       | 7. miejsce       | ćwierćfinał   |
| 2024/2025 | Efeler Ligi                       | 5. miejsce       | faza grupowa  |

Poziom rozgrywek:
     pierwszy, najwyższy ogólnokrajowy
     drugi
     trzeci
     czwarty
     piąty

## Kadra

### Sezon 2024/2025[6]
| Nr | Imię i nazwisko               | Data ur. | Wzrost | Pozycja      |
| -- | ----------------------------- | -------- | ------ | ------------ |
| 1  | Azizcan Ataoğlan              | 2000     | 192    | rozgrywający |
| 2  | Onur Günaydı (od 06.01.2025)  | 2002     | 202    | przyjmujący  |
| 3  | Burak Çevik                   | 1997     | 192    | libero       |
| 4  | Ahmetcan Büyükgöz             | 2000     | 195    | przyjmujący  |
| 5  | Ismail Koçak                  | 1991     | 186    | przyjmujący  |
| 6  | Bardija Saadat                | 2002     | 205    | atakujący    |
| 7  | Ugur Kılınç                   | 1997     | 204    | środkowy     |
| 8  | Gökhan Gökgöz (do 30.11.2024) | 1993     | 200    | przyjmujący  |
| 9  | Georgi Seganow                | 1993     | 198    | rozgrywający |
| 11 | Halit Kurtuluş                | 2002     | 203    | środkowy     |
| 12 | Emin Gök                      | 1988     | 202    | środkowy     |
| 14 | Ahmet Karataş (od 13.01.2025) | 1991     | 188    | libero       |
| 15 | Irfan Çetinkaya               | 2002     | 198    | atakujący    |
| 17 | Fatih Yörümez                 | 2000     | 180    | libero       |
| 24 | Adrian Aciobăniței            | 1997     | 195    | przyjmujący  |
| 60 | Yusuf Bakır                   | 2003     | 198    | środkowy     |

### Sezon 2023/2024
| Nr | Imię i nazwisko       | Data ur. | Wzrost | Pozycja      |
| -- | --------------------- | -------- | ------ | ------------ |
| 1  | Azizcan Ataoğlan      | 2000     | 192    | rozgrywający |
| 2  | Umut Durur            | 2000     | 192    | przyjmujący  |
| 3  | Ali İhsan Heper       | 1999     | 184    | libero       |
| 4  | Abdulsamet Sineren    | 2002     |        | środkowy     |
| 5  | Cafer Kirkit          | 2001     | 193    | przyjmujący  |
| 6  | Bardija Saadat        | 2002     | 205    | atakujący    |
| 7  | Ugur Kılınç           | 1997     | 204    | środkowy     |
| 8  | Oğuzhan Doğruluk      | 1998     | 198    | przyjmujący  |
| 9  | Georgi Seganow        | 1993     | 198    | rozgrywający |
| 10 | Bertuğ Öndeş          | 1996     | 202    | środkowy     |
| 12 | Emin Gök              | 1988     | 202    | środkowy     |
| 14 | Osmany Uriarte Mestre | 1995     | 197    | przyjmujący  |
| 15 | Irfan Çetinkaya       | 2002     | 198    | atakujący    |
| 18 | Zeka Çağatay Kır      | 2002     | 188    | libero       |

### Sezon 2022/2023[8]
| Nr | Imię i nazwisko                  | Data ur. | Wzrost | Pozycja      |
| -- | -------------------------------- | -------- | ------ | ------------ |
| 1  | Berke Öztürk                     | 1998     | 192    | rozgrywający |
| 3  | Mert Temiz                       | 2005     | 188    | rozgrywający |
| 4  | Eneshan Can                      | 1998     |        | środkowy     |
| 5  | Cafer Kirkit                     | 2001     | 193    | przyjmujący  |
| 6  | Onur Kavala                      | 2002     |        | przyjmujący  |
| 7  | Yusuf Özdemir                    | 2000     | 200    | atakujący    |
| 9  | Görkem Yazgan                    | 1991     | 197    | rozgrywający |
| 11 | Necmi Tokatlioglu                | 2001     | 196    | przyjmujący  |
| 12 | Yiğit Yıldız                     | 1999     | 200    | środkowy     |
| 13 | Utku Çağlar Gülmez               | 1992     | 181    | libero       |
| 15 | Ishak Kılıç                      | 2000     | 175    | libero       |
| 16 | Renan Purificação                | 1991     | 196    | przyjmujący  |
| 17 | Eray Kursav                      | 2002     | 196    | przyjmujący  |
| 18 | Hacı Şahin                       | 2000     | 205    | środkowy?    |
| 33 | Mehmet Bebek                     | 1998     | 197    | środkowy     |
| 44 | Jakub Ziobrowski (od 02.12.2022) | 1997     | 202    | atakujący    |